# ماريا ويستون شابمان
ماريا ويستون شابمان (بالإنجليزية: Maria Weston Chapman)‏ هي مناهضة العبودية ‏ أمريكية، ولدت في 25 يوليو 1806، وتوفيت في 12 يوليو 1885.

## وصلات خارجية
- ماريا ويستون شابمان على موقع الموسوعة البريطانية (الإنجليزية)